# Hip-hop (kultura)
Hip-hop (енгл. hip-hop) ili hiphop je kulturni ili umetnički pokret koji je nastao u Bronksu, Njujork. Poreklo imena je često sporno. Takođe se vode rasprave da li je hip-hop započeo u Južnom ili Zapadnom Bronksu. Iako se termin hip-hop često koristi isključivo za hip-hop muziku (uključujući i rep), hip-hop karakteriše devet elemenata, od kojih se samo četiri elementa smatraju ključnim za muzičko razumevanje hip-hopa. Glavni elementi hip-hopa sastoje se od četiri glavna stuba. Afrika Bambata iz hip-hop kolektiva Zulu Nacija sumirao je stubove hip-hop kulture, formulišući pojmove: repovanje (koji se takođe naziva em-sing), ritmički stil vokalne rime (oralnost); di-džejing (i turntablizam), koje stvara muziku sa gramofonom i di-džej miksetom (slušno/zvučno i muzičko stvaranje); brejkdens (pokret/ples); i grafiti. Ostali elementi hip-hop podkulture i umetničkih pokreta izvan glavna četiri su: hip-hop kultura i istorijsko znanje o pokretu (intelektualno/filozofsko); bitboks, vokalni stil udaraljki; ulično preduzetništvo; hip-hop jezik; između ostalog i hip-hop moda i stil. Peti element, iako se o njemu raspravlja, obično se smatra ulično znanje, hip-hop moda ili bitboks.
Bronks hip-hop scena se pojavila sredinom 1970-ih iz kvartovskih zabava, koje su priređivali Blek Spejds, afroamerička grupa koja je opisana kao banda, klub i muzička grupa. Kao rođendan pokreta se često navodi 11. avgust 1973, odnosno žurka Back to School Jam koju je organizovao DJ Kool Herc.
Duo brata i sestre Klajva Kampbela, a.k.a. DJ Kul Herc i Sindi Kampbel dodatno su ugošćavali DJ žurke u Bronksu i zaslužni su za uspon žanra. Hip-hop kultura se proširila na gradske i prigradske zajednice širom Sjedinjenih Država, a potom i sveta. Ovi su se elementi znatno prilagodili i razvili, posebno jer su se umetničke forme proširile na nove kontinente i spojile sa lokalnim stilovima tokom devedesetih i narednih decenija. Iako se pokret i dalje širi širom sveta i istražuje bezbroj stilova i umetničkih oblika, uključujući hip-hop teatar i hip-hop film, četiri temeljna elementa daju koherenciju i snažne temelje hip-hop kulturi. Hip-hop je istovremeno nova i stara pojava; važnost uzorkovanja numera, ritmova i basovskih linija od starih zapisa do forme umetnosti znači da se veliki deo kulture vrteo oko ideje o ažuriranju klasičnih snimaka, stavova i iskustava za modernu publiku. Uzorkovanje starije kulture i njena ponovna upotreba u novom kontekstu ili novom formatu naziva se „fliping” u hip-hop kulturi. Hip-hop muzika sledi stopama ranijih afroameričkih i latino muzičkih žanrova poput bluza, džeza, ragtajma, fanka, salse i diska, da bi postala jedan od najpraktičnijih žanrova u svetu.
Godine 1990, Ronald „Bi-Stinger” Savidž, bivši član Zulu nacije, postao je zaslužan za formulisanje izraza „Šest elemenata hip-hop pokreta”, inspirisan snimcima Publik Enemia. „Šest elemenata hip-hop pokreta” su: osvešćenost svesti, svest o građanskim pravima, svest o aktivizmu, pravda, politička svest i svest zajednice u muzici. Ronald Savidž je poznat kao sin hip-hop pokreta.
U 2000-ima, s porastom novih medijskih platformi i Veb 2.0, fanovi su otkrivali i preuzimali ili prenosili hip-hop muziku preko veb lokacija društvenih mreža počevši od Majspejsa, kao i sa veb lokacija poput Jutjub, WorldStarHipHop, SaundKlaud, i Spotifaj.

## Literatura
- Ahearn, Charlie; Fricke, Jim, ур. (2002). Yes Yes Y'All: The Experience Music Project Oral History of Hip Hop's First Decade. New York City, New York: Da Capo Press. ISBN 978-0-306-81184-5.
- Chang, Jeff (2007). „It's a Hip-hop World”. Foreign Policy (163): 58—65.
- Corvino, Daniel; Livernoche, Shawn (2000). A Brief History of Rhyme and Bass: Growing Up With Hip Hop. Tinicum, Pennsylvania: Xlibris Corporation. ISBN 978-1-4010-2851-0.
- Diawara, Manthia (1998). In Search of Africa. Cambridge, Massachusetts: Harvard University Press. ISBN 978-0-674-44611-3.
- Gordon, Lewis R. (2005). „The Problem of Maturity in Hip Hop”. Review of Education, Pedagogy and Cultural Studies. 27 (4): 367—389. doi:10.1080/10714410500339020.
- Hager, Steven (1984). Hip Hop: The Illustrated History of Breaking Dancing, Rap Music and Graffiti. New York City, New York: St. Martin's Press. ISBN 978-0312373177.
- Kelly, Robin D. G. (1994). Race Rebels: Culture, Politics, and the Black Working Class. New York City, New York: Free Press. ISBN 978-0-684-82639-4.
- Kitwana, Bakari (2002). The Hip-Hop Generation: Young Blacks and the Crisis in African American Culture. New York City, New York: Perseus Books Group. ISBN 978-0-465-02979-2.
- Kitwana, Bakari (2005). Why White Kids Love Hip Hop: Wankstas, Wiggers, Wannabes and the New Reality of Race in America. New York City, New York: Basic Civitas Books. ISBN 978-0-465-03746-9.
- Kolbowski, Silvia (zima 1998). „Homeboy Cosmopolitan”. October (83): 51.
- Light, Alan, ур. (1999). The VIBE History of Hip-Hop (1st изд.). New York City, New York: Three Rivers Press. ISBN 978-0-609-80503-9.
- McLeod, Kembrew (jesen 1999). „Authenticity Within Hip-Hop and Other Cultures Threatened with Assimilation” (PDF). Journal of Communication. 49 (4): 134—150. doi:10.1111/j.1460-2466.1999.tb02821.x. Архивирано из оригинала (PDF 1448.9 KB) 18. 3. 2009. г.
- Nelson, George (2005). Hip-Hop America (2nd изд.). St. Louis, Missouri: Penguin Books. ISBN 978-0-14-028022-7.
- Ogbar, Jeffrey O. G. (2007). Hip-Hop Revolution: The Culture and Politics of Rap. Lawrence, Kansas: University Press of Kansas. ISBN 978-0-7006-1547-6.
- Perkins, William E. (1995). Droppin' Science: Critical Essays on Rap Music and Hip Hop Culture. Philadelphia, Pennsylvania: Temple University Press. ISBN 978-1-56639-362-1.
- Ro, Ronin (2001). Bad Boy: The Influence of Sean "Puffy" Combs on the Music Industry. New York City, New York: Pocket Books. ISBN 978-0-7434-2823-1.
- Rose, Tricia (1994). Black Noise: Rap Music and Black Culture in Contemporary America. Middletown, Connecticut: Wesleyan University Press. ISBN 978-0-8195-6275-3.
- Shapiro, Peter (2007). Rough Guide to Hip Hop (2nd изд.). London, UK: Rough Guides. ISBN 978-1-84353-263-7.
- Steingo, Gavin (jul 2005). „South African Music after Apartheid: Kwaito, the "Party Politic," and the Appropriation of Gold as a Sign of Success”. Popular Music and Society. 28 (3): 333—357. doi:10.1080/03007760500105172.
- Toop, David (1991). Rap Attack 2: African Rap to Global Hip Hop (2nd изд.). New York City, New York: Serpent's Tail. ISBN 978-1-85242-243-1.
- Kenon, Marci (mart 2000). „Hip-Hip”. Billboard. 112 (23): 20.
- Gueraseva, Stacy. Def Jam Inc. New York: Random House, 2005
- Brown, Jake. Suge Knight: The Rise, fall, and Rise of Death Row Records. Phoenix: Colossus Books, 2002.
- Huntington, Carla Stalling. Hip Hop Dance; Meanings and Messages. Jefferson, North Carolina: McFarland & Company Publishers, Inc.
- Chang, Jeff. Total Chaos: The Art and Aesthetics of Hip-Hop. Basic Books, 2008.
- Fitzgerald, Tamsin. Hip-Hop and Urban Dance. Heineman Library, 2008.

## Spoljašnje veze
- Hip-hop на веб-сајту  (језик: енглески)